# Gare de Vigrestad
La gare de Vigrestad est une gare ferroviaire norvégienne de la ligne de Jær, située au village de Vigrestad sur la commune d'Hå. 
Mise en service en 1878, c'est une halte ferroviaire de la Norges Statsbaner (NSB). Elle est distante de 49,22 km du terminus de la gare de Stavanger.

## Situation ferroviaire
Établie à 32,6 m d'altitude, la gare de Vigrestad est située sur la ligne de Jær entre les gares de Brusand et de Varhaug.

## Histoire
La station de « Vigrestad » est mise en service le 1er mars 1878. Elle devient une halte ferroviaire sans personnel permanent le 31 décembre 1972.

## Service des voyageurs

### Accueil
C'est une halte ferroviaire sans personnel ni billetterie, mais disposant d'un abri pour les voyageurs.

### Desserte
Vigrestad est desservi par des trains locaux en direction d'Egersund et de Stavanger

### Intermodalité
Un parking pour les véhicules et un abri pour les vélos y sont aménagés.